# ناحية المليحة
(بلدة المليحة) إحدى نواحي سوريا تتبع إداريّاً لمحافظة ريف دمشق منطقة مركز ريف دمشق ومركزها مدينة المليحة، بلغ تعداد سكان الناحية 56,652 نسمة حسب التعداد السكاني لعام 2004.

## مدن وبلدات وقرى ناحية المليحة
الأهداف، دير العصافير، حوش السلطان، حتيتة التركمان، المليحة، شبعا، زبدين، صهبا.